# Stankonia
Albums de OutKast
Aquemini
(1998) Big Boi and Dre Present... Outkast
(2001)
Singles
1. B.O.B
Sortie : 19 septembre 2000
2. Ms. Jackson
Sortie : 2 janvier 2001
3. So Fresh, So Clean
Sortie : 13 mars 2001

Stankonia est le quatrième album studio d'OutKast, sorti le 31 octobre 2000.
D'abord intitulé Sendbox, l'album qui s'est classé 2e au Top R&B/Hip-Hop Albums et au Billboard 200, a été certifié quadruple disque de platine (avec plus de 4 millions d'exemplaires vendus) par la RIAA en mars 2001.
Le premier single, B.O.B,  et le second, Ms. Jackson, sont devenus rapidement des tubes. Ms. Jackson s'est classé, aux États-Unis, numéro 1 au Top Rap Tracks, et a connu le même succès en France, où il est resté dans le haut des charts durant plusieurs semaines. Ce titre, traitant des ruptures amoureuses, est en fait une dédicace d'André 3000 à la mère de sa compagne, Erykah Badu, avec qui il venait de rompre, après la naissance de leur fils Steven.
Le troisième single, So Fresh So Clean, produit par Organized Noize, a obtenu un moindre succès. Il a été remixé par Snoop Dogg et son clip a connu une large diffusion sur la chaîne MTV2.
En 2001, OutKast a obtenu les Grammy Awards de la Meilleure performance rap pour un duo ou un groupe (Grammy Award for Best Rap Performance by a Duo or Group) pour le titre Ms. Jackson et du Meilleur album rap (Grammy Award for Best Rap Album) pour Stankonia.

## Liste des titres
| No  | Titre                                                             | Contient un (des) sample(s) de                                                    | Durée |
| --- | ----------------------------------------------------------------- | --------------------------------------------------------------------------------- | ----- |
| 1.  | Intro                                                             |                                                                                   | 1:09  |
| 2.  | Gasoline Dreams (featuring Khujo)                                 | Flaming Youth de Boobie Knight & the Universal Lady Crooked Officer des Geto Boys | 3:34  |
| 3.  | I'm Cool (Interlude)                                              |                                                                                   | 0:42  |
| 4.  | So Fresh, So Clean                                                | Before the Night Is Over de Joe Simon                                             | 4:00  |
| 5.  | Ms. Jackson                                                       | Treulich Geführt de Richard Wagner Strawberry Letter 23 des Brothers Johnson      | 4:30  |
| 6.  | Snappin' & Trappin' (featuring Killer Mike et J-Sweet)            |                                                                                   | 4:19  |
| 7.  | D.F. (Interlude)                                                  |                                                                                   | 0:27  |
| 8.  | Spaghetti Junction                                                | Fx & Scratches de Simon Harris                                                    | 3:57  |
| 9.  | Kim & Cookie (Interlude)                                          |                                                                                   | 1:12  |
| 10. | I'll Call Before I Come (featuring Gangsta Boo et Eco)            |                                                                                   | 4:18  |
| 11. | B.O.B                                                             | Get on the Good Foot de James Brown                                               | 5:04  |
| 12. | Xplosion (featuring B-Real)                                       |                                                                                   | 4:08  |
| 13. | Good Hair (Interlude)                                             |                                                                                   | 0:14  |
| 14. | We Luv Deez Hoez (featuring Backbone et Big Gipp)                 | Worldwide d'Allen Toussaint                                                       | 4:10  |
| 15. | Humble Mumble (featuring Erykah Badu)                             |                                                                                   | 4:50  |
| 16. | Drinkin' Again (Interlude)                                        |                                                                                   | 0:24  |
| 17. | ?                                                                 |                                                                                   | 1:29  |
| 18. | Red Velvet                                                        |                                                                                   | 3:52  |
| 19. | Cruisin' in the ATL (Interlude)                                   |                                                                                   | 0:19  |
| 20. | Gangsta Shit (featuring Slimm Calhoun, Blackowned C-Bone et T-Mo) |                                                                                   | 4:41  |
| 21. | Toilet Tisha                                                      |                                                                                   | 4:24  |
| 22. | Slum Beautiful (featuring Cee Lo Green)                           |                                                                                   | 4:07  |
| 23. | Pre-Nump (Interlude) (Interlude)                                  |                                                                                   | 0:27  |
| 24. | Stankonia (Stanklove) (featuring Big Rube et Sleepy Brown)        |                                                                                   | 6:50  |